# Barbascura X
Barbascura X (Taranto, 2 maggio 1987) è un divulgatore scientifico, scrittore, youtuber e conduttore televisivo italiano.

## Biografia
Nato a Taranto, si laurea in chimica all'Università di Bari, si specializza quindi all'Università di Bologna in sintesi organica e, in seguito, consegue all'Université Côte d'Azur di Nizza un dottorato in green chemistry e produzione di materiali da fonti rinnovabili.
Ha lavorato in diversi laboratori d'Europa, partecipando a due Erasmus (Poitiers e Dublino) e svolgendo la carriera professionale di chimico e ricercatore: presso il Trinity College di Dublino, lavorando sulla sintesi di nuovi prodotti farmaceutici, a Parigi per l’Istituto Nazionale della Salute e Ricerca Medica sulle nuove tecniche di cura e prevenzione dell'arteriosclerosi, e a Nizza ed Amsterdam, vincendo il bando europeo Marie Skłodowska-Curie Actions.

### Attività di divulgazione scientifica
Con il nome di Barbascura X ha scritto diversi libri di divulgazione scientifica ed è autore e conduttore di programmi televisivi. La carriera inizia sul web con la rubrica Scienza Brutta, strutturata in pseudo-documentari parodistici incentrati sugli aspetti curiosi delle scienze naturali. Per via del suo stile inusuale è stato definito «il punk della divulgazione scientifica».
Dal 2019 gira l'Italia con tour teatrali, esibendosi in spettacoli a cavallo tra stand up comedy e divulgazione scientifica.
Nel 2020 pubblica con Audible il podcast Storie brutte sulla scienza, che vincerà il premio di miglior podcast di divulgazione scientifica del 2021 all'Ilpod (Italian Podcast Awards), in ex aequo con Il Gorilla ce l’ha piccolo di Vincenzo Venuto e Telmo Pievani.
Nel 2021 è intervenuto durante TEDx Leverano portando un monologo sulla nascita dell'Universo; la sua conferenza è stata quell'anno la 15esima più vista a livello mondiale. Successivamente nel mese di dicembre, con Luca Perri scrive ed è co-conduttore del documentario pubblicato su Prime Video Infodemic: il virus siamo noi, in collaborazione con Treedom che tratta l'infodemia e dedicato alle dinamiche mentali delle cospirazioni. Nel 2024 ha tenuto un discorso alle Nazioni Unite sui temi di cambiamenti climatici. Nello stesso anno pubblica con MS Edizioni il gioco da tavolo Evolversi Male.

#### Canali YouTube

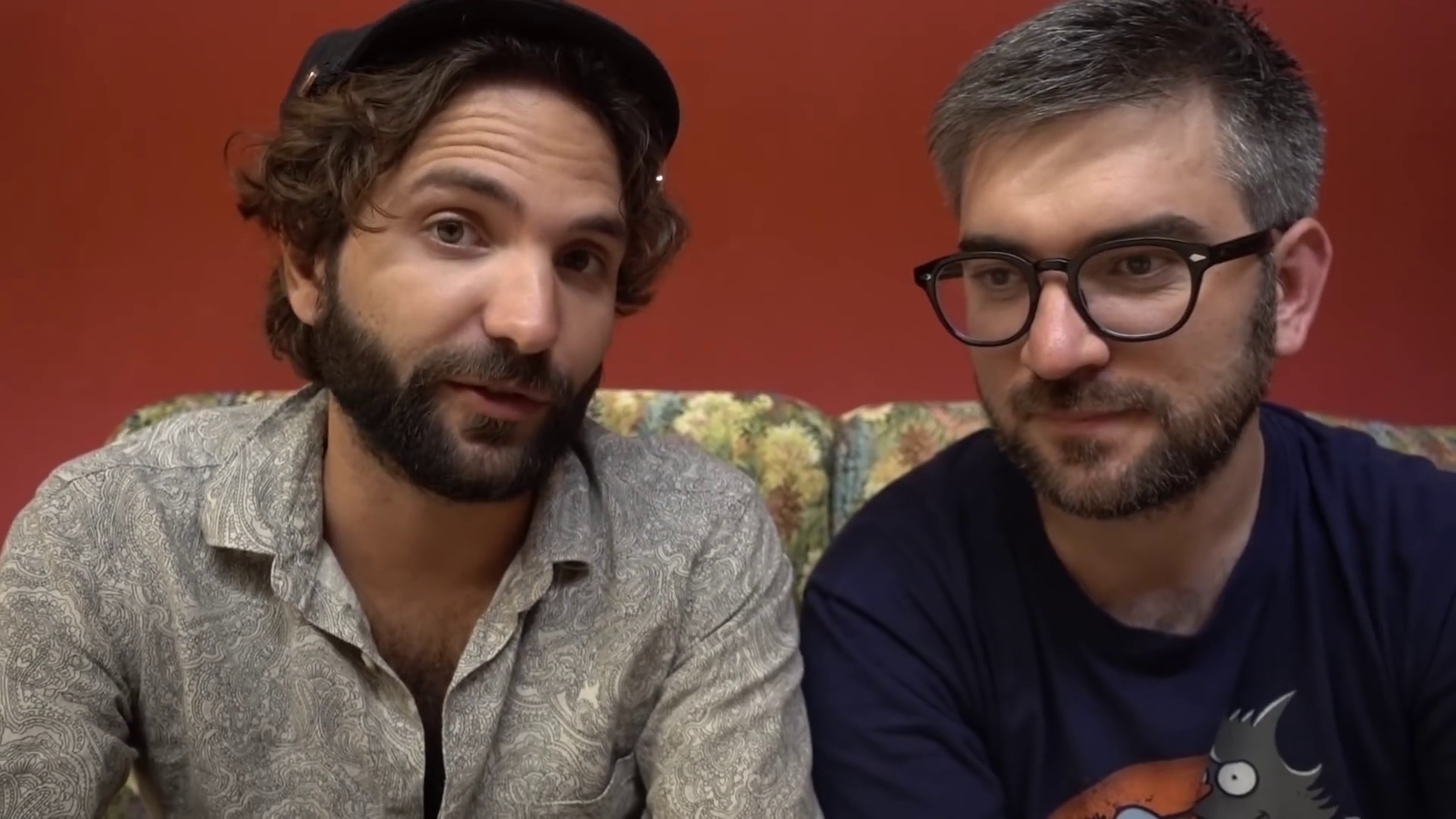
Barbascura X e Boban Pesov nel 2019 durante una video-intervista

Gestisce il canale YouTube Barbascura X, che comprende il format di divulgazione scientifica in salsa umoristica Scienza Brutta, il format dei Riassuntazzi brutti in cui riassume in modo goliardico film e serie, e i racconti di viaggio Diari di Bordo.
Nel 2024 il canale principale, aperto nel 2014, conta più di 990 000 iscritti con oltre 190 video pubblicati e circa 150 milioni di visualizzazioni totali. Possiede e gestisce anche altri canali YouTube, tra cui Barbascura eXtra, aperto nel 2018 e che conta più di 600 000 iscritti con oltre 400 video e circa 140 milioni di visualizzazioni totali. In questi video figurano anche collaborazioni con importanti centri di ricerca e l'Agenzia Spaziale Europea (ESA).

## Vita privata
Essendo molto riservato sulla sua vita privata, utilizza uno pseudonimo e ha scelto di non rivelare il suo nome per salvaguardare la propria figura professionale non volendo creare conflitti con l'attività di ricercatore.

## Spettacoli teatrali
- Il genio non esiste (e a volte è un idiota) - 2019
- Cronache di autodistruzione - 2021
- Amore Bestiale - 2022
- Sono qui per caos - 2024

## Programmi televisivi
- Post Scriptum – Uno sguardo ottimista dalla fine del mondo, serie docu-fiction (Mediaset Infinity, 2020-2021)[39]
- The Commentary (Comedy Central/YouTube, 2020-2021)
- South Park - Pandemic Special (Comedy Central, 2020)[40]
- Micromostri con Barbascura X (DMAX, 2021)[41]
- Il posto giusto - Le insolite inchieste di Barbascura X (Rai 3, 2021)[42]
- Stand up comedy Rehab (Comedy Central, 2021)[43]
- Stand up comedy (Comedy Central, 2021-2022)
- Infodemic: il virus siamo noi, docufilm (Prime Video, 2021)
- Pechino Express, reality (Sky Uno, 2022)[44]
- Concerto del Primo Maggio (Rai 3, 2022)[45]
- 72 Animali pericolosi con Barbascura X - Australia (DMAX, 2022)[35]
- Jurassic Night con Barbascura X (DMAX, 2022)[46]
- Il collegio, docu-reality, episodio 3x08 (Rai 2, 2023)[47]
- Doc - Nelle tue mani, serie televisiva, episodio 3x03 (Rai 1, 2024)[48] come Diego Bollini
- Sulle tracce dell'orso (DMAX, 2024)[49]
- 72 Animali pericolosi con Barbascura X - Asia (DMAX, 2024)[50]
- Alieni: Dal granchio blu alla formica di fuoco (Repubblica/Gedi Visual, 2024)[51]
- MTV Crip (MTV/Sky/Now)[52]

## Doppiaggio
- Narratore in Dinosaur Apocalypse (2022)
- Narratore in LifeDelfi (2023)[53][54]

## Podcast
- Storie brutte sulla scienza, 8 episodi (Audible, 2020-2021)
- Club Pirata, (2020-2021)[55]
- Sputi, (2024), con Daniele Fabbri[56]
- Storie brutte sulla scienza ma peggio, 8 episodi (Audible, 2025)

## Opere letterarie
- Il satiro scientifico. Riprodursi male. Sesso e amore apparentemente contro natura, collana Gaia, Mondadori, 2023, ISBN 978-88-04-77359-7.
- Il satiro scientifico. Storie di merda. Scienza, usi e costumi della materia fecale, collana Gaia, Mondadori, 2023, ISBN 978-88-04-78409-8.
- Il satiro scientifico. I belli hanno rotto il cazzo. Elogio della bruttezza della natura, collana Gaia, Mondadori, 2024, ISBN 978-88-04-78410-4.
- Il satiro scientifico. Seghe mentali cosmiche. Spazio-tempo, buchi neri e altri onanismi astrofisici, collana Gaia, Mondadori, 2024, ISBN 978-88-04-79195-9.
- Il satiro scientifico. Mostrologia applicata. Manuale scientifico di sopravvivenza a zombie, vampiri e altre creature brutte e cattive, collana Gaia, Mondadori, 2025, ISBN 978-88-04-80102-3.

### Saggi
- Il genio non esiste (e a volte è un idiota), collana Numeri primi, Roma, Edizioni Tlön, 2020, ISBN 978-88-99684-69-3, SBN RAV2110173.
- Saggio erotico sulla fine del mondo, collana Oscar bestsellers, Mondadori, 2021, ISBN 978-88-04-75290-5, SBN LIA0981132.
- La versione del tardigrado improbabile, illustrazioni di Enrico Macchiavello, De Agostini, 2021, ISBN 978-88-5118-719-4.
- Barbascura X e Luca Perri, La tempesta imperfetta. Viaggio nella mente di chi crede alle fake news: NOI, illustrazioni di Sio, De Agostini, 2022, ISBN 979-12-2120-264-9.

### Graphic novel
- Frank, illustrazioni di Boban Pesov, Verona, Poliniani, 2019, ISBN 978-88-3211-817-9, SBN TO10034151.

### Fumetti
- Barbascura X spiega le cose, collana Scottecs Gigazine, illustrazioni di Sio, Roma, Gigaciao, 2023-.

## Discografia
Abol (vecchio pseudonimo di Barbascura X) e i Rockloba:

### Album in studio
- 2010 - Il cigno nero

### Extended play
- 2012 - Distillato

### Singoli
- 2019 - Sigla Scienza Brutta di Halloween (Con Carlo Putignano e i Tribemolle)
- 2023 - Niente (con Gabriella Martinelli)
- 2023 - Alfonso, il granchio del cocco (con Mark the Hammer)

## Riconoscimenti
- Premio Nazionale di Divulgazione Scientifica[11]
  - 2020 - 1º classificato in assoluto; premio Area A - Scienze matematiche, fisiche e naturali; premio Autori Under 35[10]

- Italian Podcast Awards[58]
  - 2022 - 1º classificato: categoria podcast divulgazione;[20] 2º classificato: categoria podcast comedy

- Premio Satira Politica Forte dei Marmi
  - 2023 - 1º classificato: categoria scienza,[59] vinse anche il riconoscimento come baronetto alchemico

- Medaglia Giovanni Petrarca per l'ambito professionale e impegno sociale[60]
  - 2023 - Università di Bologna

- Premio GiovaniSì[61]
  - 2024 - Regione Toscana

- Top Creator Award di Forbs 
  - 2024 - Primo classificato: categoria Education[62]

- Titolo di Baronetto Alchemico e chiavi della città dal sindaco di Aramengo[63]